# Leptogenys ridens
Leptogenys ridens é uma espécie de formiga do gênero Leptogenys, pertencente à subfamília Ponerinae.